# Ilja Mazuruk
Ilja Pawłowicz Mazuruk (ros. Илья Павлович Мазурук, ur. 7 lipca?/20 lipca 1906 w Brześciu, zm. 2 stycznia 1989 w Moskwie) – radziecki lotnik polarny, generał major lotnictwa, Bohater Związku Radzieckiego (1937).

## Życiorys
Od 1915 mieszkał w Lgowie, do 1919 uczył się w szkole, później był robotnikiem na stacji kolejowej, latem 1920 przeniósł się z rodzicami do Równego, które wkrótce znalazło się w granicach Polski. Pracował jako robotnik na stacji kolejowej i stróż nocny w szpitalu, w 1923 nielegalnie przekroczył granicę z ZSRR i został pomocnikiem maszynisty w Lipiecku, a w 1924 sekretarzem gminnego komitetu Komsomołu w rejonie lipieckim, potem Komitetu Powiatowego Komsomołu w Lipiecku. Kierował Wydziałem Szkolnym Komitetu Gubernialnego Komsomołu w Orle, 1926-1927 był zastępcą szefa Wydziału Agitacyjno-Propagandowego Komitetu Miejskiego WKP(b) w Orle, od października 1927 służył w Armii Czerwonej, skończył szkołę wojskową w Leningradzie (1928) i lotniczą szkołę wojskową w Borisoglebsku (1929). W listopadzie 1929 został zdemobilizowany, 1930-1932 pracował jako mechanik pokładowy i pilot lotnictwa cywilnego w Środkowej Azji, od kwietnia do czerwca 1930 brał udział w walce z basmaczami, od 1932 pracował w Dalekowschodnim Zarządzie Lotnictwa Cywilnego jako lotnik i dowódca oddziału. W 1936 skończył kursy szkoły lotniczej w Batajsku i został pilotem lotnictwa polarnego, wiosną 1937 jako dowódca samolotu TB-3 brał udział w lądowaniu pierwszej dryfującej stacji naukowej "Siewiernyj Polus-1". W maju 1938 został szefem Zarządu Lotnictwa Polarnego Głównego Zarządu Północnej Drogi Morskiej (Gławsiewmorputi), od stycznia 1939 ponownie służył w armii, skończył kursy doskonalenia kadry dowódczej przy Akademii Wojskowo-Powietrznej im. Żukowskiego i od grudnia 1939 do marca 1940 uczestniczył w wojnie z Finlandią jako dowódca samodzielnej eskadry nocnych bombowców przy dowództwie Sił Wojskowo-Powietrznych 8 Armii, wykonując wiele lotów bojowych bombowcem.
Po ataku Niemiec na ZSRR został dowódcą 2 grupy lotniczej Sił Wojskowo-Powietrznych Floty Północnej, wykonał wiele lotów bojowych, m.in. dowodził zmasowanym nalotem na bazę niemieckiej floty w Varangerfjorden. Od grudnia 1941 do sierpnia 1942 był zastępcą szefa Gławsiewmorputi i jednocześnie szefem Zarządu Lotnictwa Polarnego, później szefem Zarządu Krasnojarskiej Trasy Powietrznej, a od czerwca 1943 do czerwca 1944 dowódcą dywizji lotniczej, kierował trasą lotniczą z Alaski do ZSRR (Krasnojarska) dla lądowań amerykańskich samolotów realizujących Lend-Lease Act. Od czerwca 1944 do marca 1947 ponownie był zastępcą szefa Gławsiewmorputi i szefem Zarządu Lotnictwa Polarnego (od 5 lipca 1946 w stopniu generała majora lotnictwa), 1947-1949 zastępcą naczelnika Naukowo-Badawczego Instytutu Floty Cywilnej, a od listopada 1949 szefem inspekcji lotniczej-zastępcą szefa Zarządu Lotnictwa Polarnego, w 1950 brał udział w kosztownej ekspedycji lotniczej „Siewier-5” i ewakuacji dryfującej stacji polarnej „Siewiernyj Polus-2” (w 1951), w lutym 1953 zakończył służbę wojskową. W 1954 brał udział w ekspedycji powietrznej „Siewier-6”, w 1955 „Siewier-7”, w 1959 „Siewier-11”, w 1960 „Siewier-12”, a w 1961 „Siewier-13”. W latach 1956–1957 dowodził lotniczym oddziałem sekcji morskiej drugiej kompleksowej ekspedycji antarktycznej, 18 marca 1957 samolotem An-2 wykonał pierwsze na świecie lądowanie na szczycie góry lodowej na Antarktydzie. Wykonał łącznie 254 lądowania na dryfującym lodzie. Był deputowanym do Rady Najwyższej ZSRR 1 i 2 kadencji (1937-1950). Jego imieniem nazwano ulice w Lipiecku i Brześciu.

## Odznaczenia
- Złota Gwiazda Bohatera Związku Radzieckiego (27 czerwca 1937)
- Order Lenina (dwukrotnie - 27 czerwca 1937 i 19 maja 1954)
- Order Czerwonego Sztandaru (trzykrotnie - 21 maja 1940, 28 lutego 1945 i 20 czerwca 1949)
- Order Wojny Ojczyźnianej I klasy (trzykrotnie - 13 marca 1944, 8 lipca 1945 i 11 marca 1985)
- Order Czerwonego Sztandaru Pracy (dwukrotnie - 3 maja 1940 i 29 sierpnia 1955)
- Order Czerwonej Gwiazdy (trzykrotnie - 16 maja 1935, 10 listopada 1945 i 2 grudnia 1945)
- Medal „Za zasługi bojowe” (3 listopada 1944)
- Medal „Za pracowniczą dzielność” (1946)

I inne.